# Saline din România
Pe teritoriul actual al României au funcționat de-a lungul timpului mai multe zeci de mine mari de sare precum și multe alte locuri în care exploatarea se făcea la suprafață, exclusiv pentru nevoile locale. Multe dintre mine sunt prăbușite, la suprafață formându-se lacuri sărate, lângă care s-au dezvoltat și baze de tratament.

## Salinele Salrom
Salrom, compania de stat ce are monopolul exploatării sării, are 7 sucursale active: Slănic Prahova, Ocnele Mari, Târgu Ocna, Praid, Cacica, Ocna Dej și Ocna Mureș. Singura care nu poată fi vizitată de turiști este cea de la Ocna Mureș, deoarece minele de aici s-au prăbușit, exploatarea făcându-se acum cu sondele (prin introducerea de apă în zăcământ și extragerea de saramură).

## Alte mine de sare
Salina Turda a fost închisă în 1932, din cauza dotării tehnice primitive, a randamentului scăzut și a concurenței altor mine de sare din zona Transilvaniei. Ea se află în administrarea primăriei, fiind redeschisă în 1992 și apoi renovată în 2009-2010 cu fonduri de la Uniunea Europeană.

## Tehnica de deschidere în trecut a ocnelor de sare
Înainte de deschiderea unei noi ocne de sare în Ardeal și Maramureș, se făceau de obicei foraje de explorare. Dacă până la adâncimea de 36 m (18 Klafter = 18 stânjeni) nu se intercepta sarea, se renunța la proiect, din cauza adâncimii prea mari a puțurilor. Ideal era ca solul să aibă o grosime de max. 10-12 m (5-6 stânjeni). La un rezultat pozitiv al primului foraj, se executa un al doilea, la o distanță de 6 m (3 stânjeni) de primul, pentru stabilirea exactă a grosimii stratului acoperitor deasupra celui de al doilea puț. Al doilea puț se amplasa preferențial la aceeași cotă cu primul sau cu max. 4-6 m (2-3 stânjeni) diferență de nivel față de primul puț. 
Un puț era rezervat pentru intrarea și ieșirea minierilor din ocne (cu ajutorul unor frânghii de cânepă), iar celălalt puț pentru extragerea sării din subteran. Puțurile se săpau cu profil pătratic, fiecare latură având 2,8 m (9 pași; 1 pas = 0,3 m) până la o adâncime de 4 m (2 stânjeni) sub contactul steril-sare, după care se lărgea treptat pe următorii 4 m (2 stânjeni), cu profil tot pătratic. Aici se făcea așa-numitul “fundament”, din bârne de lemn încastrate în sare, pe care se sprijinea întregul puț. Apoi se arma puțul, de jos în sus, la început cu un amestec de argilă, pleavă și lână de oaie (pentru impermeabilizarea pereților), după care cu bârne (grinzi) de lemn. Grosimea armăturilor era de 0,3 m (1 pas), astfel ca profilul efectiv al puțului se reducea în final de la 2,8 x 2,8 m la 2,5 x 2,5 m. De la nivelul steril-sare în jos pereții se căptușeau cu piele de bivol, care împiedeca contactul direct al apei cu pereții de sare. Apa care picura totuși în mină era captată și scoasă la suprafață. De la nivelul “fundamentului” în jos se săpa cu profil tot mai lărgit, conic, așa că după alți cca 8 m (4 stânjeni) cele 2 puțuri alăturate se uneau. De aici, mina lua o formă conică-ogivală cu secțiunea pe cât posibil circulară (care nu se realiza practic decât rar). Mina se declara gata pentru exploatare numai după ce un agent al administrației salinei, stând pe un bulgăre de sare în mijlocul ocnei, nu mai putea atinge tavanul ocnei cu ciocanul. Din acest moment, salariul tăietorilor de sare scădea de la 4,5 creițari (4,5 Kreuzer) pentru fiecare bloc de sare, la obișnuitul tarif de 1,5 creițari. Ocna era dată atunci oficial în funcțiune, primind totodată un nume. Costurile de deschidere ale unei ocne de sare se ridicau de obicei la peste 5.000 florini (guldeni) de argint.

### Saline active (2021)
- Salina Cacica
- Salina Ocna Dej
- Salina Ocna Mureș
- Salina Praid
- Salina Slănic
- Salina Târgu Ocna
- Salina Ocnele Mari

### Saline abandonate
- Salina Turda
- Salina Coștiui
- Salina Ocna Șugatag
- Salina Rona de Sus
- Salina Ocna Sibiului
- Comuna Cojocna, Cluj
- Comuna Sic, Cluj
- Salina Doftana